# Incubator de afaceri
Un incubator de afaceri este un spațiu de lucru care ajută companiile noi și startupurile să se dezvolte prin furnizarea de servicii, cum sunt instruire în management sau spații pentru birouri. Suplimentar față de birouri, incubatoarele oferă deseori companiilor rezidente acces la consultanți, mentori, suport administrativ, echipamente pentru birouri instruire și/sau investitori potențiali. Asociația Națională a Incubatoarelor de Afaceri din SUA (National Business Incubator Association -NBI) clasifică incubatoarele-membre în cinci categorii: incubatoare academice de afaceri, corporații de dezvoltare non-profit, afaceri riscante de dezvoltare pentru profit, firme cu capital de risc și combinații ale acestora. Hotărârea Guvernului României asupra legii incubatoarelor de afaceri și acceleratoarelor de afaceri (septembrie 2019) conține o amplă definiție a incubatoarelor de afaceri: "Un incubator de afaceri este o structură de sprijin al afacerilor care oferă un spațiu și o infrastructură adecvată pentru rezidenți, gestionată de un administrator, care urmărește crearea unui mediu favorabil, sustenabil pentru IMM-uri nou-înființate, stimulându-le potențialul de dezvoltare și de viabilitate, ajutându-le să se dezvolte în perioada de început prin asigurarea unor facilități comune și de suport managerial."

## Tipuri de servicii
Obstacolele pe care le întâmpină companiile de tip startup includ: spații, finanțare, lipsă legislație, contabilitate, servicii de calcul etc. Misiunea incubatoarelor constă în a oferi micilor afaceri următoarele patru servicii principale:
- Planificarea afacerii;
- Lansarea afacerii;
- Managementul afacerii;
- Creșterea/dezvoltarea afacerii.

## Tipuri de incubatoare de afaceri
Există o varietate de incubatoare de afaceri:
- Incubatorul de afaceri cu portofoliu mixt vizează IMM-uri cu potențial de creștere dintr-o gamă largă de sectoare.
- Incubatorul tehnologic de afaceri se referă la IMM-uri cu potențial de creștere tehnologică.
- Incubatorul specific unui sector oferă toată gama de servicii necesare celor care au o idee fezabilă, aplicabilă într-un anumit sector.
- Incubatorul de afaceri virtual (IV) oferă servicii de incubare prin internet. Un IV permite companiilor să primească consiliere asupra incubatoarelor, fără a fi prezente fizic pe teren.

## Acceleratorul de afaceri
Acceleratorul de afaceri se definește ca fiind un program derulat în cadrul incubatoarelor de afaceri, care asigură rezidenților, în etape, accesul la surse de finanțare, în scopul lansării pe piață, în termen de 3 până la 6 luni, a unui produs sau serviciu. Programul poate include activități de educație antreprenorială, mentorat și de networking, în vederea creșterii rapide a afacerii. În timp ce incubatoarele de afaceri tradiționale sunt de obicei finanțate de guverne, acceleratoarele de afaceri pot fi cu finanțare publică sau privată și se aplică la o mare varietate de industrii.

## Rețele de incubatoare
Incubatoarele de afaceri sunt deseori agregate în rețele care sunt utilizate pentru a distribui bunele practici și  noile metodologii. Este cunoscută  Rețeaua centrelor europene de afaceri și inovare (European Business and Inovation Centre Network) care reunește numeroase Centre Europene de Afaceri și Inovare.